# Кремування (кулінарія)
Кремування — термін для позначення кількох різних кулінарних процесів.

## Види
У випічці це збивання (змішування) інгредієнтів із розм'якшеною формою твердого жиру.
Коли страва описується як «кремована», це може означати, що її пашотували в молоці, вершках або подібній рідині.
«Кремування» також може стосуватися відділення вершків від молока, тобто збивання вершків.

### Збивання

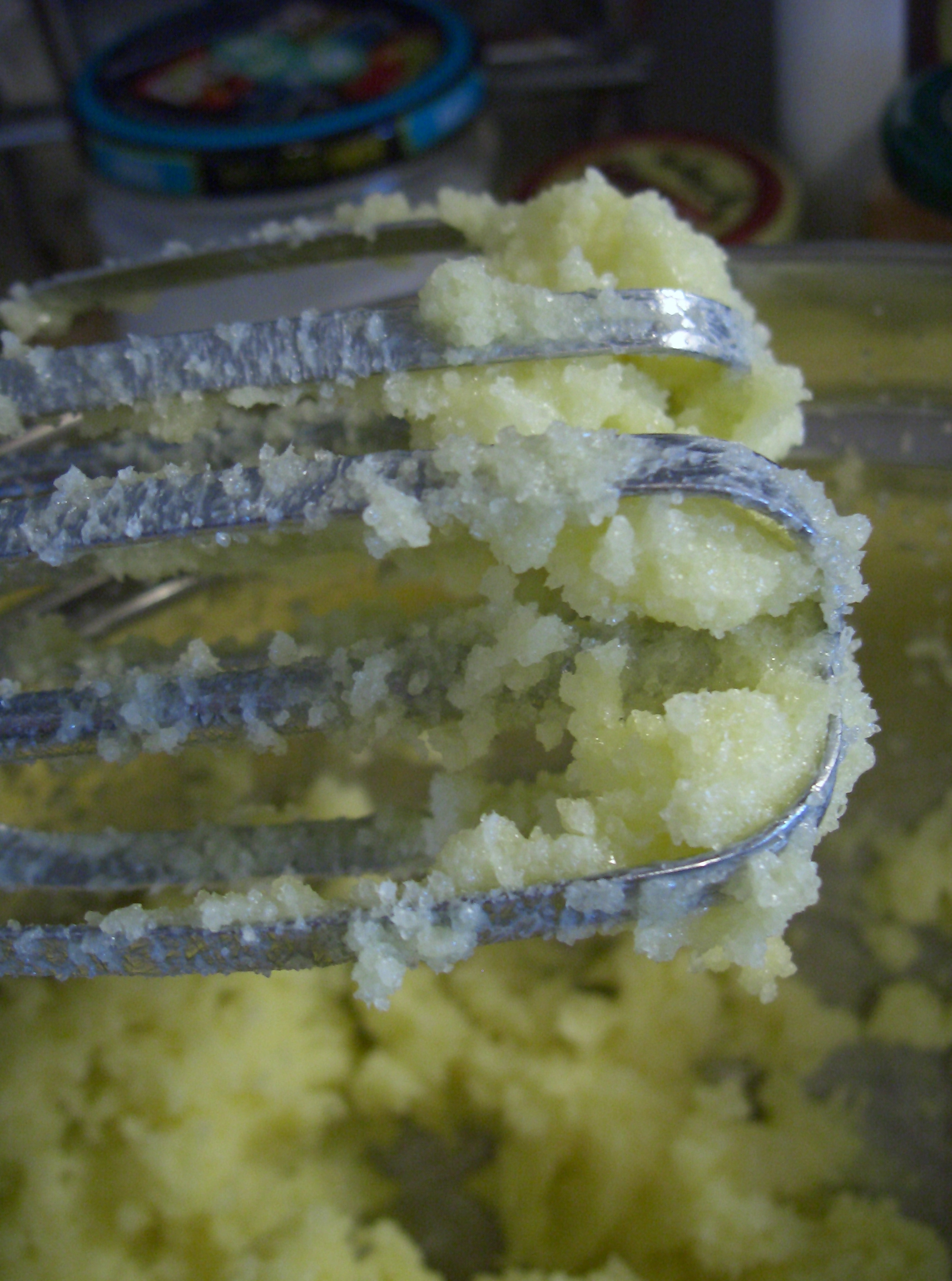
Вершкове масло збивається електричними вінчиками

У цьому сенсі кремування — це техніка розм’якшення твердого жиру, такого як шортенинг або вершкове масло, у однорідну масу, а потім її змішування з іншими інгредієнтами. Ця техніка найчастіше використовується для виготовлення масляного крему, тіста для кейків або тіста для печива . Сухі інгредієнти змішують або збивають з розм’якшеним жиром, поки він не стане легким і пухким і не збільшиться в об’ємі за рахунок включення дрібних бульбашок повітря. Ці повітряні бульбашки, замкнені в напівтвердому жирі, залишаються в кінцевому тесті та розширюються під час випікання, виконуючи функцію розпушувача .

### Пашотування

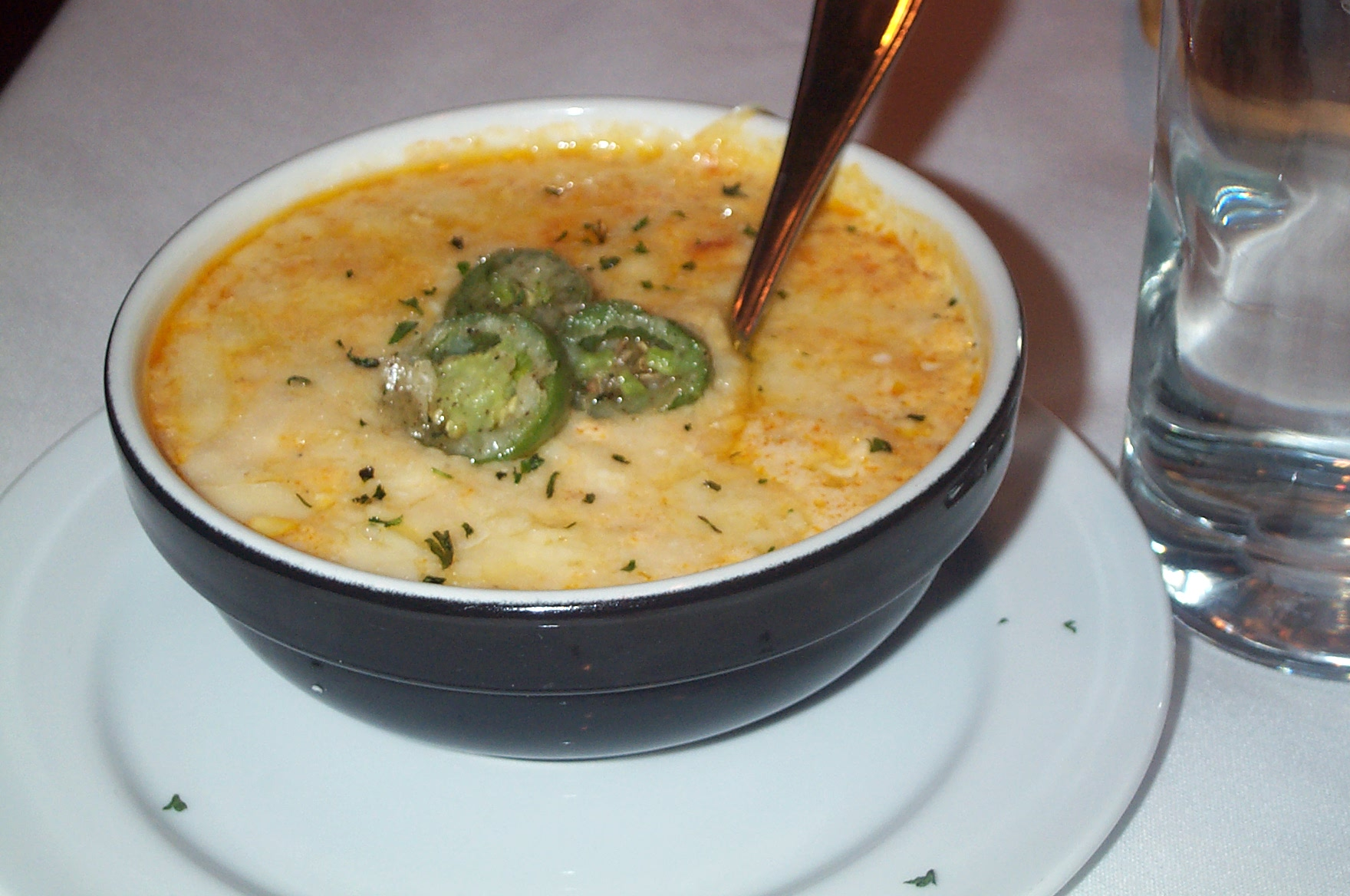
Миска вершкової кукурудзи

Кремована страва у кулінарії означає страву, яку готують шляхом повільного варіння або пашотування в молоці чи вершках, наприклад вершкова яловичина.
При приготування деяких «кремованих» страв замість усього або частини молока чи вершків використовують воду та крохмаль (часто кукурудзяний крохмаль). Це створює «вершкову» текстуру без фактичного використання вершків або молока. Для приготування «вершкової» кукурудзи використовується лише рідке «молоко» з розтертих кукурудзяних зерен .

### У виробництві молока
Кремування у виробництві молока — це процес, за допомогою якого вершки піднімаються до верхньої частини негомогенізованого молока . У цьому сенсі це слово схоже на термін «кремінг», який використовується в хімії.